# 庫爾斯通 (密蘇里州)
庫爾斯通（英語：Coulstone）是位於美國密蘇里州登特縣的非建制地區。

## 歷史
庫爾斯通的郵局於1888年設立，1892年關閉後又於1925年重啟，最終於1945年停運。

## 地理
庫爾斯通所處的海拔為高於海平面339米（即1112英呎），而該地所採用的時區為UTC-6，即北美中部時區（CST）。同時該地設有夏令時間，為UTC-6調快一小時，即UTC-5（CDT）。